# Matemáticas inversas
Las matemáticas inversas constituyen un programa de investigación de la lógica matemática que trata de determinar qué axiomas son necesarios para demostrar teoremas matemáticos. Su modus operandi puede describirse brevemente como "ir hacia atrás desde los teoremass hasta los axiomass", en contraste con la práctica matemática ordinaria de derivar teoremas a partir de axiomas. Puede conceptualizarse como determinar las condiciones condiciones necesarias a partir de las condiciones suficientes.
El programa de matemáticas inversas fue prefigurado por resultados en teoría de conjuntos como el teorema clásico de que el axioma de elección y el lema de Zorn son equivalentes sobre teoría de conjuntos ZF. El objetivo de la matemáticas inversas, sin embargo, es estudiar los posibles conjuntos de axiomas para los teoremas ordinarios de la matemática, en lugar de posibles axiomas para la teoría de conjuntos.
La matemáticas inversas emplena diversos subsistemas de aritmética de segundo orden, donde muchas de sus definiciones y métodos se inspiran en trabajos previos en análisis constructivo y teoría de la demostración. El uso de la aritmética de segundo orden también permite emplear muchas técnicas de la teoría de la recursión; muchos resultados de las matemáticas inversas tienen resultados correspondientes en el análisis computable.  En las matemáticas inversas de orden superior, la atención se centra en subsistemas de aritmética de orden superior, y el lenguaje más rico asociado.
El programa fue fundado por Harvey Friedman y presentado por Steve Simpson. Una referencia estándar para el tema es Simpson (2009), mientras que una introducción para no especialistas es Stillwell (2018). Una introducción a las matemáticas inversas de orden superior, y también el artículo fundador, es Kohlenbach (2005).

## Principios generales
En las matemáticas inversas, se comienza con un lenguaje marco y una teoría base -un sistema de axiomas central- que es demasiado débil para demostrar la mayoría de los teoremas en los que uno podría estar interesado, pero lo suficientemente potente como para desarrollar las definiciones necesarias para enunciar estos teoremas.  Por ejemplo, para estudiar el teorema "Toda sucesión acotada de números reales tiene un supremo" es necesario utilizar un sistema base que pueda hablar de números reales y secuencias de números reales.
Para cada teorema que pueda ser enunciado en el sistema base pero que no sea demostrable en el sistema base, el objetivo es determinar el sistema de axiomas particular (más fuerte que el sistema base) que es necesario para demostrar ese teorema. Para demostrar que un sistema S es necesario para demostrar un teorema T, se necesitan dos pruebas. La primera prueba demuestra que T es demostrable a partir de S; se trata de una prueba matemática ordinaria junto con una justificación de que puede llevarse a cabo en el sistema S. La segunda prueba, conocida como inversión, muestra que T implica por sí misma a S; esta prueba se lleva a cabo en el sistema base. La inversión establece que ningún sistema de axiomas S′ que extienda el sistema base puede ser más débil que S sin dejar de demostrar T.

### Uso de la aritmética de segundo orden
La mayor parte de la investigación en matemáticas inversas se centra en subsistemas de aritmética de segundo orden. El cuerpo de investigación en matemáticas inversas ha establecido que subsistemas débiles de aritmética de segundo orden son suficientes para formalizar casi todas las matemáticas de nivel universitario. En la aritmética de segundo orden, todos los objetos pueden representarse como números naturales o conjuntos de números naturales.  Por ejemplo, para demostrar teoremas sobre los números reales, éstos pueden representarse como sucesiones de Cauchy de números racionales, cada una de las cuales puede representarse como un conjunto de números naturales.
Los sistemas de axiomas más frecuentemente considerados en las matemáticas inversas se definen utilizando esquemas axiomáticos llamados esquemas de comprensión.  Un esquema de este tipo afirma que existe cualquier conjunto de números naturales definible por una fórmula de una complejidad dada. En este contexto, la complejidad de las fórmulas se mide utilizando la jerarquía aritmética y la jerarquía analítica.
La razón por la que las matemáticas inversas no se llevan a cabo utilizando la teoría de conjuntos como sistema base es que el lenguaje de la teoría de conjuntos es demasiado expresivo.  Conjuntos extremadamente complejos de números naturales pueden definirse mediante fórmulas sencillas en el lenguaje de la teoría de conjuntos (que puede cuantificar sobre conjuntos arbitrarios). En el contexto de la aritmética de segundo orden, resultados como el teorema de Post establecen un estrecho vínculo entre la complejidad de una fórmula y la (no)computabilidad del conjunto que define.
Otro efecto del uso de la aritmética de segundo orden es la necesidad de restringir los teoremas matemáticos generales a formas que pueden expresarse dentro de la aritmética. Por ejemplo, la aritmética de segundo orden puede expresar el principio "Todo espacio vectorial contable tiene una base", pero no puede expresar el principio "Todo espacio vectorial tiene una base". En términos prácticos, esto significa que los teoremas de álgebra y combinatoria están restringidos a estructuras numerables, mientras que los teoremas de análisis y topología están restringidos a espacios separables. Muchos principios que implican el axioma de elección en su forma general (como "Todo espacio vectorial tiene una base") se vuelven demostrables en subsistemas débiles de aritmética de segundo orden cuando están restringidos. Por ejemplo, "cada cuerpo tiene una clausura algebraica" no es demostrable en la teoría de conjuntos ZF, pero la forma restringida "cada cuerpo contable tiene una clausura algebraica" es demostrable en RCA0, el sistema más débil típicamente empleado en matemáticas inversas.

### Uso de aritmética de orden superior
Una línea reciente de investigación matemática inversa de "orden superior", iniciada por Ulrich Kohlenbach en 2005, se centra en subsistemas de aritmética de orden superior.
Debido al lenguaje más rico de la aritmética de orden superior, el uso de representaciones (también conocidas como 'códigos') comunes en la aritmética de segundo orden, se reduce considerablemente.
Por ejemplo, una función continua en el espacio de Cantor es solo una función que mapea secuencias binarias a secuencias binarias, y que también satisface la definición habitual de continuidad 'épsilon-delta'.
Las matemáticas inversas de orden superior incluyen versiones de orden superior de esquemas de comprensión (de segundo orden).  Tal axioma de orden superior establece la existencia de un funcional que decide la verdad o falsedad de fórmulas de una complejidad dada. En este contexto, la complejidad de las fórmulas también se mide utilizando la jerarquía aritmética y jerarquía analítica.  Las contrapartes de orden superior de los principales subsistemas de aritmética de segundo orden generalmente prueban las mismas oraciones de segundo orden (o un subconjunto grande) que los sistemas originales de segundo orden. Por ejemplo, la teoría básica de las matemáticas inversas de orden superior, llamada  RCAω
0, prueba las mismas oraciones que RCA0, hasta el lenguaje.
Como se señaló en el párrafo anterior, los axiomas de comprensión de segundo orden se generalizan fácilmente al marco de orden superior.  Sin embargo, los teoremas que expresan la compacidad de los espacios básicos se comportan de manera muy diferente en la aritmética de segundo y superior orden: por un lado, cuando se restringe a cubiertas contables / el lenguaje de la aritmética de segundo orden, la compacidad del intervalo unitario es demostrable en WKL0 de la siguiente sección.  Por otro lado, dadas las incontables coberturas / el lenguaje de la aritmética de orden superior, la compacidad del intervalo unitario solo es demostrable a partir de la aritmética de segundo orden (completa). Otros lemas de cobertura (por ejemplo, debido a Lindelöf,  Vitali, Besicovitch, etc.) exhiben el mismo comportamiento, y muchas propiedades básicas de la integral de gauge son equivalentes a la compacidad del espacio subyacente.

## Los cinco grandes subsistemas de la aritmética de segundo orden
La aritmética de segundo orden es una teoría formal de los números naturales y de los conjuntos de números naturales. Muchos objetos matemáticos, como numerable anillos, grupos, y cuerpos, así como puntos en espacios polacos efectivos, pueden representarse como conjuntos de números naturales, y módulo a esta representación puede estudiarse en aritmética de segundo orden.
Las matemáticas inversas hacen uso de varios subsistemas de la aritmética de segundo orden. Un teorema típico de la matemática inversa muestra que un teorema matemático particular T es equivalente a un subsistema particular S de la aritmética de segundo orden sobre un subsistema más débil B. Este sistema B más débil se conoce como sistema base para el resultado; para que el resultado matemático inverso tenga
significado, este sistema no debe ser capaz de demostrar el teorema matemático T.
Simpson (2009) describe cinco subsistemas particulares de la aritmética de segundo orden, que él llama los cinco grandes, que aparecen frecuentemente en matemáticas inversas. En orden creciente de fortaleza, estos sistemas se denominan por las iniciales RCA0, WKL0, ACA0, ATR0 y Π1
1-CA0.
La siguiente table resume los "cinco grandes" sistemas y lista las contrapartidas en la aritmética de orden superior. Estos últimos, en general, demuestran el mismo conjunto de teoremas que los sistemas de segundo orden (o un subconjunto grande del mismo).
| Subsistema | Se refiere a                       | Ordinal | Corresponde más o menos a                    | Comentario                                                                           | Contraparte de orden superior |
| ---------- | ---------------------------------- | ------- | -------------------------------------------- | ------------------------------------------------------------------------------------ | --- |
| RCA0       | Recursive comprehension axiom      | ω       | Matemáticas constructivas (Bishop)           | Punto de partida                                                                     | RCAω 0; demuestra las mismas proposiciones que RCA0                                                                                             |
| WKL0       | Weak Kőnig's lemma                 | ω       | Reduccionismo finitista (Hilbert)            | Extensión conservadora sobre la ARP (resp. RCA0) para proposiciones Π0 2 (resp. Π1 ) | Computa el módulo de continuidad uniforme sobre {\displaystyle 2^{\mathbb {N} }} para funciones continuas                                       |
| ACA0       | Arithmetical comprehension axiom   | ε0      | Predicativismo (Weyl, Feferman)              | Extensión conservdora sobre la artimética de Peano para proposiciones aritméticas    | El 'salto de Turing' funcional {\displaystyle \exists ^{2}} expresa la existencia de una función discontinua sobre {\displaystyle \mathbb {R} } |
| ATR0       | Arithmetical transfinite recursion | Γ0      | Reduccionismo predicativo(Friedman, Simpson) | Extensión conservadora del sistema de Feferman IR para proposiciones Π1 .            | El funcional de recursión transfrinita produce el conjunto cuya existencia afirma ATR0.                                                         |
| Π1 -CA0    | Π1 comprehension axiom             | Ψ0(Ωω)  | Impredicativismo                             |                                                                                      | El funcional de Suslin {\displaystyle S^{2}} decide Π1 -fórmulas (restringidas a parámetros de segundo orden).                                  |